# Donatella (Donatella)
Donatella è un singolo del duo musicale Donatella. Il brano è una cover in versione dance di Donatella di Donatella Rettore, prodotta dai dj Tommy Vee e Mauro Ferrucci, alla quale ha preso parte vocalmente anche la stessa Donatella Rettore.

## Video musicale
Il videoclip del brano, diretto da Antonio Usbergo e Niccolò Celaiaè, stato pubblicato sul canale YouTube delle Donatella l'11 maggio 2015. Al video ha partecipato anche Rettore.